# Amphisbaena heterozonata
Espèce
Amphisbaena heterozonata est une espèce d'amphisbènes de la famille des Amphisbaenidae.

## Répartition
Cette espèce se rencontre en Argentine, au Paraguay et en Bolivie.

## Publication originale
- Burmeister, 1861 : Reise durch die La Plata Staaten 1857-1860. Halle, vol. 2, p. 1-540 (texte intégral).